# دعام (بني ضبيان)

تعديل مصدري - تعديل

دعام هي إحدى قرى عزلة بني ضبيان بمديرية بني ضبيان التابعة لمحافظة صنعاء، بلغ تعداد سكانها 299 نسمة حسب تعداد اليمن لعام 2004.